# Nachal David
Nachal David (hebrejsky נחל דוד, arabsky Vádí Sidejr) je vádí na Západním břehu Jordánu a v jižním Izraeli, v Judské poušti.

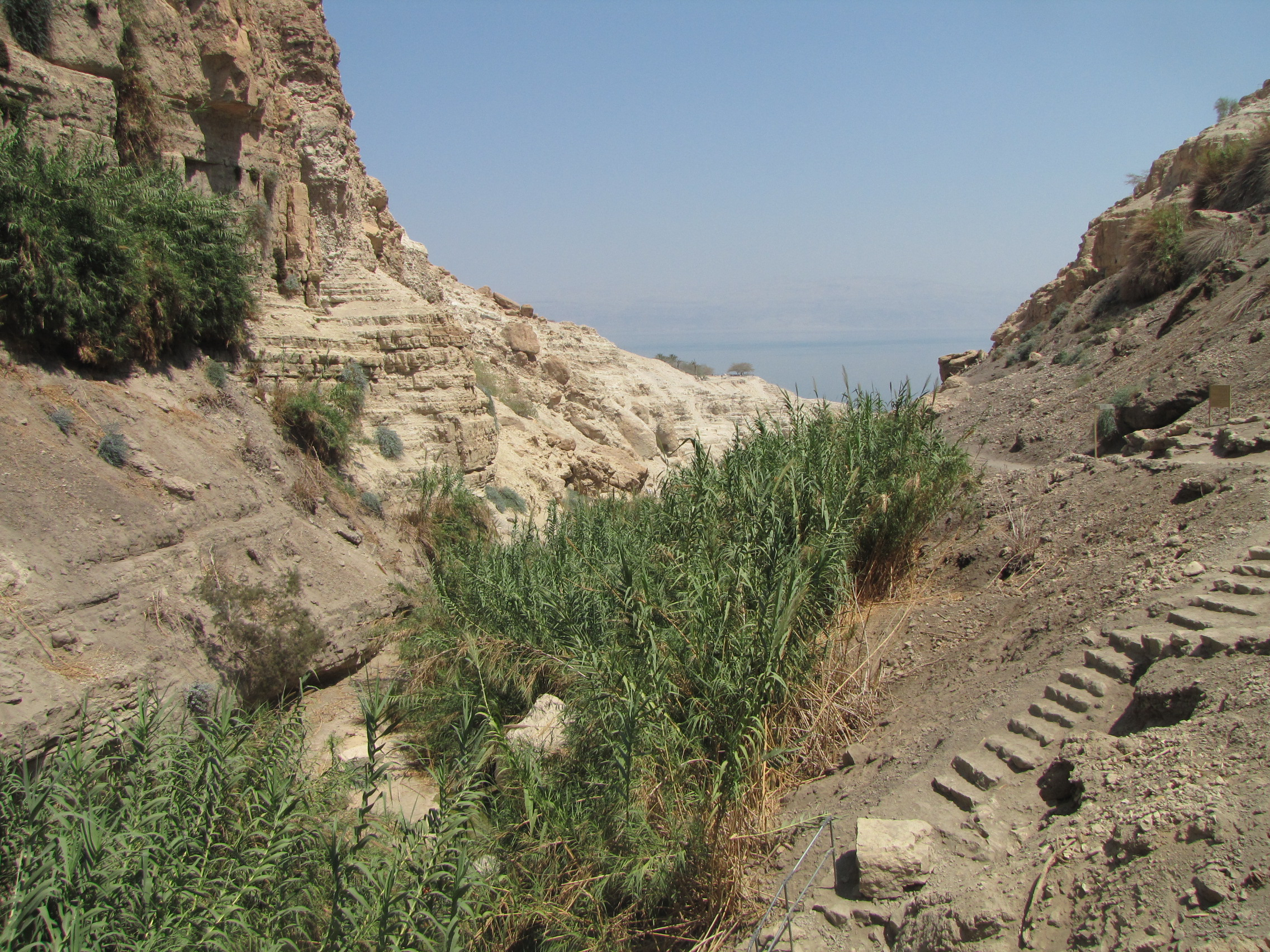
Údolí Nachal David, v pozadí Mrtvé moře

Začíná v nadmořské výšce okolo 400 metrů, na jižních úbočích hory Ras al-Šukaf v pouštní neosídlené krajině na Západním břehu Jordánu. Odtud směřuje k jihovýchodu, přičemž se postupně zařezává do okolního terénu a přijímá četná boční vádí. Vstupuje na území Izraele v mezinárodně uznávaných hranicích a klesá strmě do příkopové propadliny Mrtvého moře. Zde vytváří mohutný turisticky využívaný kaňon, který ze severu lemuje hora Har Jišaj, z jihu stejně vysoké náhorní planiny. V prudce klesajícím údolí se nachází několik skalních stupňů s vodopády. Tento úsek vádí je spolu se sousedním údolím vádí Nachal Arugot začleněn do národního parku Ejn Gedi a nalézají se tu zbytky starověkého osídlení. Pak vádí vstupuje do pobřežní nížiny u Mrtvého moře, z jihu míjí areál ubytovny Ejn Gedi, podchází dálnici číslo 90 a severně od veřejné pláže v Ejn Gedi vádí do Mrtvého moře, cca 2 kilometry severovýchodně od kibucu Ejn Gedi. Spolu s Nachal Arugot jde o jedno ze dvou vádí v centrální části Judské pouště, která mají díky pramenům celoroční průtok vody a která tak vytvářejí specifický ekosystém pouštní oázy. Nacházejí se tu přírodní vodní nádrže, jejichž velikost kolísá během roku. V zimním deštivém období bývá vádí nárazově vystaveno přívalovým povodním.